# I'm Not the Man I Used to Be
I'm Not the Man I Used to Be è un singolo del gruppo musicale britannico Fine Young Cannibals, pubblicato nel 1989 e tratto dall'album The Raw & the Cooked.